# Phantom of the Night
Phantom of the Night es el sexto álbum de estudio de la banda holandesa de rock progresivo Kayak. Fue publicado en 1978 a través de Vertigo Records.

## Rendimiento comercial
«Ruthless Queen» fue publicado como el sencillo principal del álbum y alcanzó la posición #6 en el Nederlandse Top 40, #7 en el Single Top 100 y #15 en el Ultratop de Valonia. La canción que da nombre al álbum, «Phantom of the Night», se lanzó como el segundo y último sencillo del álbum y alcanzó la posición #4 en el Dutch Top 40 Tipparade.
Phantom of the Night debutó en la posición #43 en la lista de álbumes de Países Bajos durante la semana del 10 de febrero de 1979. El álbum alcanzó la posición #1 en la semana del 24 de marzo de 1979 y se mantuvo en esa posición durante dos semanas.

## Lista de canciones
Todas las canciones escritas y compuestas por Irene Linders y Ton Scherpenzeel, excepto donde esta anotado. 
| Lado uno |                                        |          |  |
| N.º      | Título                                 | Duración |  |
| 1.       | «Winning Ways»                         | 3:40     |  |
| 2.       | «Keep the Change» (Scherpenzeel)       | 3:41     |  |
| 3.       | «Ruthless Queen»                       | 4:52     |  |
| 4.       | «Crime of Passion»                     | 3:36     |  |
| 5.       | «First Signs of Spring» (Scherpenzeel) | 3:46     |  |

| Lado dos |                                                |          |  |
| N.º      | Título                                         | Duración |  |
| 1.       | «Daphne (Laurel Tree)»                         | 5:13     |  |
| 2.       | «The Poet and the One Man Band» (Scherpenzeel) | 4:14     |  |
| 3.       | «No Man's Land» (Scherpenzeel)                 | 4:08     |  |
| 4.       | «Journey Through Time»                         | 3:26     |  |
| 5.       | «Phantom of the Night»                         | 5:00     |  |

## Posicionamiento

### Gráfica semanal
| Gráfica (1979)               | Pico de posición |
| ---------------------------- | ---------------- |
| Países Bajos (Album Top 100) | 1                |

### Gráfica de fin de año
| Gráfica (1979)               | Pico de posición |
| ---------------------------- | ---------------- |
| Países Bajos (Album Top 100) | 6                |

## Certificaciones y ventas
| País                | Certificación | Ventas  |
| ------------------- | ------------- | ------- |
| Países Bajos (NVPI) | Platino       | 100,000 |